# نورا ونورا (مجلة)
مجلة نور ونورا هي مجلة أطفال لبنانية شهرية من إعداد وتنفيذ برنامج الصحة المدرسية، كلية الصحة العامة وعلومها في جامعة التلميذ بالتعاون مع المديرية العامة. كما تساهم في إصدارها وزارة الزراعة الأمريكية. صدر العدد الأول منها في أبريل، 2004م تحت شعار «مجلة لكل منا» ليس هناك إشارة إلى رئيس التحرير.
قطع المجلة 28×21 سم ويحتوي باطن الغلاف الأول على فهرس. ليس في العدد الأول أي مقدمة لهدف المجلة أو توجهاتها. تخلو المجلة من القصص الكرتونية وتقع في 24 صفحة. تعتمد المجلة على التسالي، المعلوماتية والبيئة.

## الأبواب
- جدول البرامج
- من حقي
- دليل الأهل
- تسالٍ تحت عنوان
- خلينا نلعب
- من أخبار النادي

## فريق العمل
- إعداد وتأليف وإشراف: زين يوسف
- مساعد الإعداد والتأليف: لينا الحاج

### الرسامون
- نادين صيداني
- دانية الخطيب
- كريم الدحداح